# OpenStack
OpenStack — комплекс проектов свободного программного обеспечения, который может быть использован для создания инфраструктурных облачных сервисов и облачных хранилищ, при том как публичных, так и частных. Все проекты комплекса распространяются под лицензией Apache License.

## История
Инициатива была начата в июле 2010 года, когда Rackspace совместно с NASA объявили об открытии кода проектов платформы Nebula (IaaS для NASA) и платформы Rackspace Cloud Files.
В мае 2011 года Canonical объявила, что OpenStack станет основной облачной платформой Ubuntu уже с выходом версии 11.10 Ubuntu Server и Ubuntu Enterprise Cloud. До этого в дистрибутиве для этих же целей использовалась платформа Eucalyptus.
В октябре 2011 года Rackspace объявила о намерении передать все права на код и торговую марку OpenStack некоммерческой организации OpenStack Foundation, открытие которой было запланировано на 2012 год.
В середине августа 2012 года компания Red Hat представила предварительную версию своего дистрибутива на основе OpenStack. Коммерческая версия (с поддержкой) появилась в июле 2013 года с релизом «Grizzly».
В сентябре 2014 года Cisco объявила о приобретении компании Metacloud, специализирующейся на создании и обслуживании облачных систем на базе платформы с открытым кодом OpenStack. Эта сделка стала крупнейшей за всю историю сообщества OpenStack.
В 2014 году к разработке OpenStack присоединилось более 180 компаний.
По состоянию на 2015 организация OpenStack Foundation насчитывала более чем 500 участников, включая AppFormix, Arista Networks, AT&T, AMD, Avaya, Brocade, Canonical, Cisco, Citrix, Comcast, Cray, Dell, Dreamhost, EMC, Ericsson, Fujitsu, Go Daddy, Google, Hewlett-Packard, Hitachi Data Systems, Huawei, IBM, Intel, Internap, Juniper Networks, Mellanox, Mirantis, MRV, NEC, NetApp, Nexenta, Oracle, PLUMgrid, Pure Storage, Qosmos, Red Hat, Solidfire, SUSE Linux, VMware, VMTurbo, Yahoo! и ZTE.
По состоянию на 2015 год высший уровень членства («платиновый») в некоммерческой организации, координирующей разработку, имелся у компаний AT&T, Canonical, Hewlett-Packard, IBM, Intel, Rackspace, Red Hat, SUSE.
В 2021 году организация стала фондом Open Infrastructure Foundation (OIF).

### История релизов
Номера релизов формируются по схеме YYYY.N. Например, первый релиз 2012 года имеет номер 2012.1.
В течение цикла разработки релизы именуются с использованием кодовых имен. Имена выбираются в алфавитном порядке. Например первый релиз имеет название Austin, второй релиз называется Bexar и т. д. Имена выбираются голосованием участников OpenStack Foundation. Кодовые имена выбираются из городов или стран, где проходит соответствующий саммит.
| Название  | Дата             | Заметки      |
| --------- | ---------------- | ------------ |
| Austin    | 21 октября 2010  | EOL          |
| Bexar     | 3 февраля 2011   | EOL          |
| Cactus    | 15 апреля 2011   | EOL          |
| Diablo    | 22 сентября 2011 | EOL          |
| Essex     | 5 апреля 2012    | EOL          |
| Folsom    | 27 сентября 2012 | EOL          |
| Grizzly   | 4 апреля 2013    | EOL          |
| Havana    | 17 октября 2013  | EOL          |
| Icehouse  | 17 апреля 2014   | EOL          |
| Juno      | 16 октября 2014  | EOL          |
| Kilo      | 30 апреля 2015   | EOL          |
| Liberty   | 15 октября 2015  | EOL          |
| Mitaka    | 7 апреля 2016    | EOL          |
| Newton    | 6 октября 2016   | EOL          |
| Ocata     | 22 февраля 2017  | EOL          |
| Pike      | 06 октября 2017  | EOL          |
| Queens    | 28 февраля 2018  | EOL          |
| Rocky     | 30 августа 2018  | EOL          |
| Train     | 10 апреля 2019   | EOL          |
| Ussuri    | 13 мая 2020      | EOL          |
| Victoria  | 14 октября 2020  | Unmaintained |
| Wallaby   | 14 апреля 2021   | Unmaintained |
| Xena      | 6 октября 2021   | Unmaintained |
| Yoga      | 30 марта 2022    | Unmaintained |
| Zed       | 5 октября 2022   | Unmaintained |
| Antelope  | 22 Марта 2023    | Maintained   |
| Bobcat    | 4 Октября 2023   | Maintained   |
| Caracal   | 3 Апреля 2023    | Maintained   |
| Dalmatian | 2 Октября 2024   | Maintained   |
| Epoxy     | 2 Апреля 2025    | Development  |

## Компоненты
Основные компоненты OpenStack:
- Nova — контроллер вычислительных ресурсов;
- Glance — библиотека образов виртуальных машин, обычно с бэкендом в Swift;
- Swift — облачное файловое хранилище;
- Cinder — служба работы с блочными устройствами хранения данных (выведена из Nova в отдельный проект);
- Keystone — сервис идентификации;
- Neutron (в первых выпусках — Quantum) — сервис «подключение к сети как услуга» между интерфейсами устройств (vNIC), которые управляются другими сервисами OpenStack.
- Horizon — графический интерфейс администрирования.
- Heat — оркестратор
- Ceilometer — средства сбора, нормализации и трансформации данных, предоставляемых сервисами OpenStack. Собираемые данные используются для реализации различных сценариев реагирования на события.
- Trove — База данных
- Sahara — Elastic Map Reduce
- Ironic — средства управления и провижининга физическими серверами (Bare Metal Provisioning)
- Zaqar — Multiple Tenant Cloud Messaging
- Manila — Shared File System Service
- Designate — DNS как сервис (DNSaaS — DNS as a Service)
- Barbican — API безопасности
- Searchlight — передовая и масштабируемая индексация и поиск по многопользовательским облачным ресурсам.
- Watcher — оптимизация вычислительной нагрузки облачных ресурсов.

### Nova
OpenStack Compute (Nova) — отвечает за создание, запуск, перезапуск, остановку виртуальных машин, и т. д. компонент для контроля вычислительных ресурсов. Модуль может работать с различными технологиями виртуализации (гипервизорами), такими, как KVM, VMware, Xen, а также с Hyper-V и системами виртуализации на уровне операционной системы, такими, как LXC. Также модуль может управлять конфигурациями bare metal и high-performance computing. 
Nova использует компонент OpenStack Keystone для выполнения аутентификации, компонент OpenStack Horizon в качестве интерфейса администрирования и компонент OpenStack Glance для предоставления своих образов. Самым тесным является взаимодействие с компонентом Glance, который требуется компоненту Nova для загрузки образов с целью их последующего запуска.
Модуль поддерживает горизонтальное масштабирование на стандартном аппаратном обеспечении, и позволяет интегрироваться с унаследованными системами.

### Glance
Компонент Image Service (Glance) позволяет обнаруживать, регистрировать и извлекать образы виртуальных машин (VMI — Virtual Machine Images).
Glance также хранит и управляет метаданными VMI.
Данный модуль управляет образами в кластере OpenStack, но не отвечает за их фактическое хранение. Glance обеспечивает абстрагирование нескольких технологий хранения — в диапазоне от простых файловых систем до систем хранения объектов, таких как проект OpenStack Object Storage (Swift). Помимо реальных образов дисков, Glance содержит метаданные и сведения о состоянии, описывающие образ.

### Swift
Swift (OpenStack Object Storage) — это полностью распределенное «безграничное» хранилище, которое характеризуется отказоустойчивостью и высокой надежностью. Созданный аналогично Amazon S3, Swift почти полностью основан на разработках компании Rackspace.
Swift функционирует как распределенная, доступная через API-интерфейс платформа хранения, которую можно интегрировать непосредственно в приложения или использовать для хранения образов виртуальных машин, резервных копий и архивов, а также менее крупных файлов, таких как фотографии и электронные письма.
Объект — это основная сущность хранения в Swift. Он содержит контент и все возможные дополнительные метаданные, ассоциированные с файлами, хранящимися в системе OpenStack Object Storage. Данные хранятся в несжатом и в незашифрованном виде и состоят из имени объекта, его контейнера и, возможно, метаданных, представленных в форме пар «ключ/значение». Объекты распределены между несколькими дисками в масштабе всего центра обработки данных, чем Swift гарантирует репликацию данных и целостность данных. Распределенная организация позволяет применять недорогие массовые аппаратные средства, а также повышает избыточность и как следствие, масштабируемость и долговечность.

### Cinder
Cinder (OpenStack Block Storage) — блочное хранилище (в отличие от объектного хранилища Swift). Реализация подобна решению Amazon Elastic Block Store.

### Watcher
Watcher (OpenStack Infrastructure Optimization) предназначен для оптимизации существующих виртуальных ресурсов — таких как виртуальные машины, образы, тома. Он позволяет провести балансировку кластера за счет применения сложных стратегий, которые в результате подготавливают план действий для администратора кластера.